# Новий Рогачик
Новий Рогачик (рос. Новый Рогачик) — робітниче селище у Городищенському районі Волгоградської області Російської Федерації.
Населення становить 6816  осіб. Входить до складу муніципального утворення Новорогачинське міське поселення.

## Історія
Населений пункт розташований у межах українського історичного та культурного регіону Жовтий Клин.
Селище міського типу засноване 1909 року.
Згідно із законом від 14 травня 2005 року № 1058-ОД органом місцевого самоврядування є Новорогачинське міське поселення.

## Населення
| 1979  | 1989  | 2002  | 2009  | 2010  | 2012  | 2013  |
| ----- | ----- | ----- | ----- | ----- | ----- | ----- |
| 5195  | ↗6192 | ↗7558 | ↗7932 | ↘7166 | ↘7158 | ↘7084 |
| 2014  | 2015  | 2016  | 2017  | 2018  | 2019  |       |
| ↘7067 | ↘7061 | ↘7023 | ↘6992 | ↘6924 | ↘6816 |       |